# Nicole Paggi
Nicole Paggi née le 15 août 1977 à Austin dans le Comté de Travis, au Texas, est une actrice américaine connue pour jouer le personnage de Sydney à la télévision sitcom la star de la famille (Hope & Faith).

## Biographie

### Jeunesse
Paggi grandit à Austin, au Texas, et rêve de devenir actrice. Elle décide alors de tout mettre en œuvre pour réaliser ce rêve. Elle passe deux années à étudier à New York et à Los Angeles.
En 2001, Paggi interprète Jenny, la meilleure amie du personnage Allison Lohman, dans Pasadena pour la FOX. Elle joue dans la série de NBC, Providence. Cette même année, Paggi interprète la fille de Ted McGinley dans la série Frozen Impact. En outre, elle passe en guest star dans les séries Les Experts : Miami, et Les Experts.

### Carrière
En 2001 Paggi joue le rôle de Jenny, le meilleur ami d'Allison Lohman, dans la série Pasadena.
Elle commence sa carrière en 2002 dans la série télévisée Glory Days, où elle joue le personnage de Maddie Mills pour l'épisode intitulé Everybody Loves Rudy.
Toujours en 2002, elle figure dans la série Les Experts pour l'épisode Let the Seller Beware où elle joue le personnage de Nicole Exmoor. 
Elle apparaît à nouveau en 2002 où elle était dans Providence où elle joue le personnage de Britney dans les épisodes The Sound of Music, Cloak & Dagger, A New Beginning, Out of Control, Smoke and Mirrors et Gotcha.
En 2003, elle était dans la série Fastlane comme Zoé, et elle figure également dans Frozen Impact comme Marie Blanchard. Elle a également paru dans Judging Amy, où elle a joué le personnage de Mme Griffin. Cette même année, elle est devenue Sydney Shanowski dans la série Hope & Faith mais est remplacée par Megan Fox.
Elle mesure 1,55 m.

## Filmographie

### Cinéma
- 2003 : Frozen Impact : Marie Blanchard
- 2007 : Cielito lindo de Alejandro Alcondez rôle : Nicole

### Télévision
- 2002 : L'Île de l'étrange
- 2002 : Les Experts : Nicole Exmoor
- 2002 : Providence : Britney
- 2003 : Fastlane : Zoé
- 2003 : Amy
- 2003-2004 : La Star de la famille : Sydney Shanowski
- 2004 : Les Experts : Miami
- 2005 : Pasadena : Jennie Bradbury
- 2005-2006 : One on One : Sara
- 2008 : Les Experts : Nicole Exmoor
- 2011 : Mad Love : Serveuse
- 2012 : Le bodyguard de l'amour (Undercover Bridesmaid) : de Matthew Diamond : Daisy
- 2012 : 90210 : Carrie Anne Monroe
- 2014 : Saison 5 de Rizzoli and Isles
- 2015 : La demande en mariage : Hannah